# Piattaforma (calzatura)

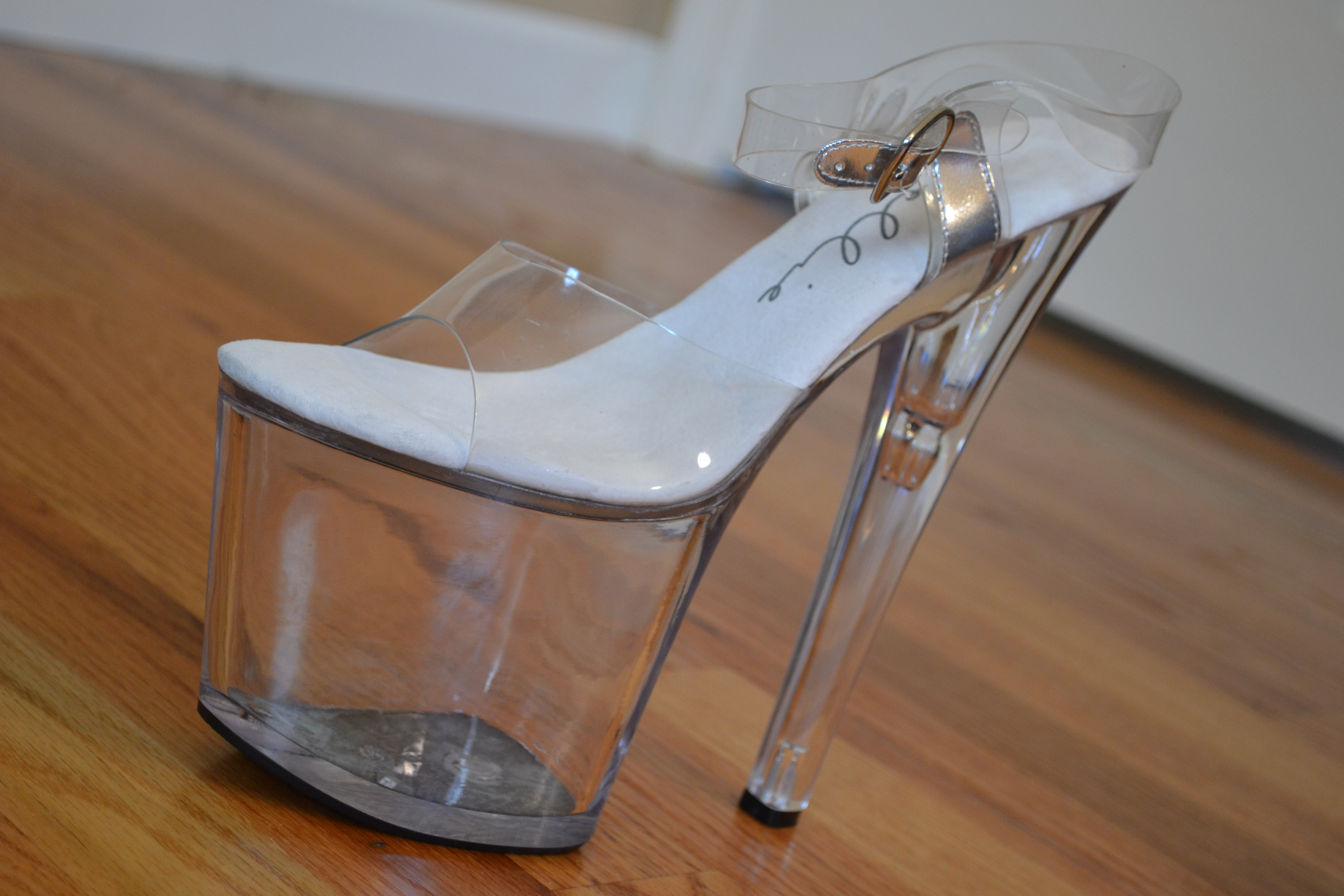
Piattaforma con plateau trasparente e tacco alto.

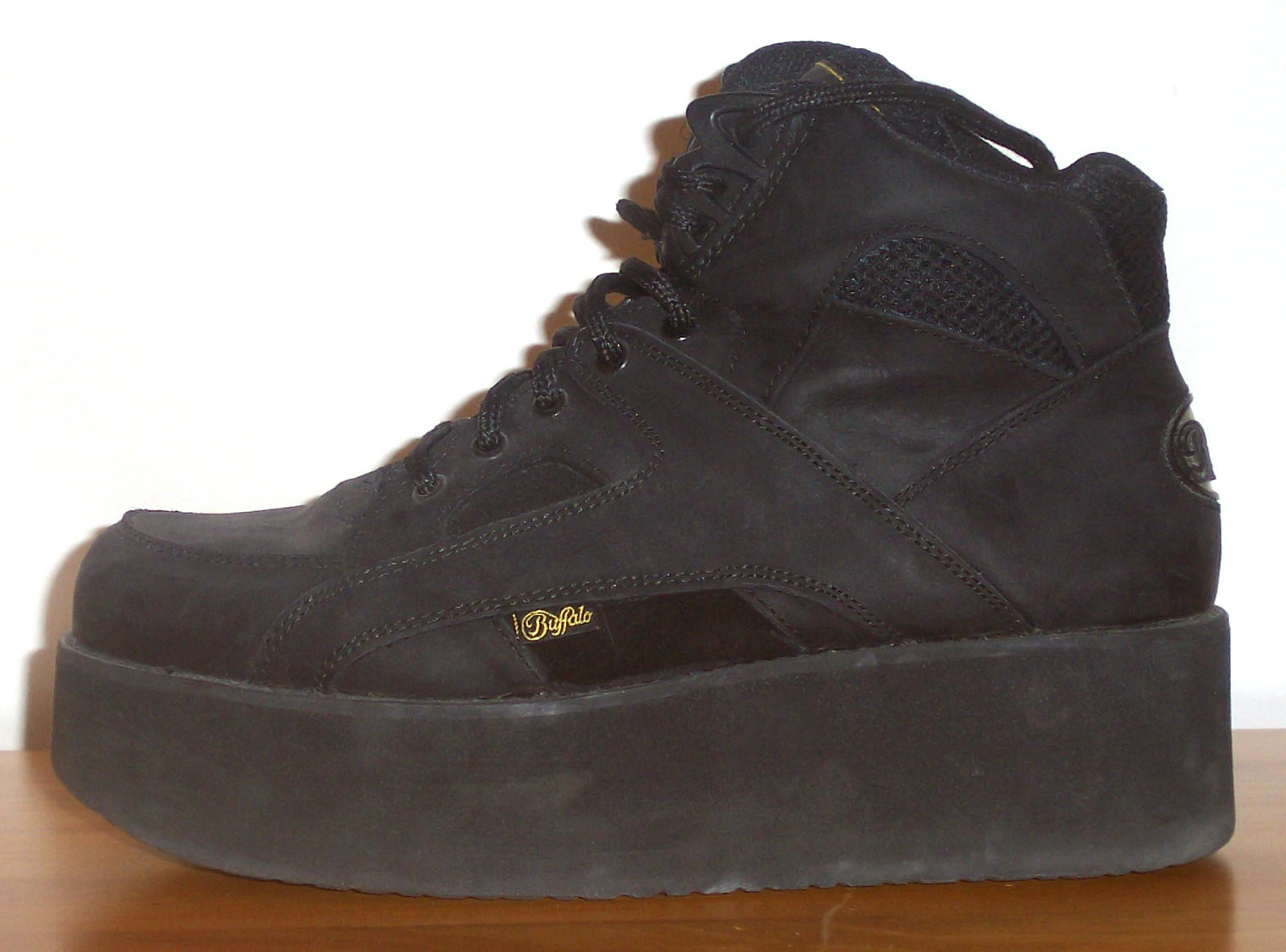
Piattaforma Buffalo.

La piattaforma è un tipo di scarpa, stivale o sandalo caratterizzato da un plateau particolarmente elevato. Risulta quindi una calzatura che si distingue per il rialzo della suola, in grado di conferire uno slancio da terra al pari di un tacco alto.
Le piattaforme vennero utilizzate già a partire dalla Grecia antica per rendere più alti i personaggi importanti del teatro greco. Nella Venezia del Rinascimento le cortigiane erano solite indossare chopine che arrivavano anche a 50 centimetri di altezza. William Shakespeare restò tanto impressionato nel vedere scarpe così alte che ne inserì una citazione come termine di misura nel suo Amleto, quando si riferisce indirettamente a Ofelia come "più vicina al cielo...dall'altezza di una chopina".
Negli anni 1930 nacquero i primi modelli moderni di piattaforme firmati da Roger Vivier e Salvatore Ferragamo, durante questo periodo furono rese celebri dall'attrice Carmen Miranda. Il loro periodo di maggiore diffusione fu all'interno della moda a cavallo tra gli anni 1960 e 1980, periodo in cui vennero ampiamente indossati anche dai ragazzi frequentatori di discoteche e dai musicisti glam rock. Le piattaforme vennero reintrodotte nell'alta moda agli inizi degli anni 1990 da Vivienne Westwood. Calzature spesso non proprio comode da indossare, con il rischio di distorsioni e cadute accentuato dalle notevoli dimensioni del rialzo della suola e dei tacchi, durante una sfilata a Parigi nel 1993 un paio di piattaforme con rialzo di circa 13 centimetri e tacco alto circa 23 centimetri costarono alla top model Naomi Campbell una clamorosa caduta sulla passerella divenuta celebre.
Caratteristici sono i geta, ovvero i sandali tradizionali giapponesi. Le piattaforme sono ampiamente diffuse all'interno della moda gotica.